# Unterseeboot 398
L'Unterseeboot 398 ou U-398 est un sous-marin allemand (U-Boot) de type VIIC utilisé par la Kriegsmarine pendant la Seconde Guerre mondiale.
L'U-boot a été construit au chantier naval howaldtswerke à Kiel. Il fut commandé le 26 août 1942, lancé le 6 novembre 1943 et mis en service le 18 décembre 1943, sous le Korvettenkapitän Johan Reckhoff. L'Oberleutnant zur See Wilhelm Kranz le remplaça le 8 novembre 1944.
L'U-398 n'a ni endommagé ni coulé de navire au cours des deux patrouilles (76 jours total en mer) qu'il effectua.
Il fut porté disparu dans l'Atlantique Nord ou en mer du Nord, en avril 1945.

## Conception
Unterseeboot type VII, l'U-398 avait un déplacement de 769 tonnes en surface et 871 tonnes en plongée. Il avait une longueur totale de 67,10 m, un maître-bau de 6,20 m, une hauteur de 9,60 m, un tirant d'eau de 4,74 m et un tirant d'air de 4,86 m. Le sous-marin était propulsé par deux hélices de 1,23 m, deux moteurs diesel Germaniawerft F46 de 6 cylindres en ligne de 1 400 ch à 470 tr/min, produisant un total de 2 060 à 2 350 kW en surface et de deux moteurs électriques Garbe, Lahmeyer & Co. RP 137/c de 375 ch à 295 tr/min, produisant un total 550 kW, en plongée. Le sous-marin avait une vitesse en surface de 17,7 nœuds (32,8 km/h) et une vitesse de 7,6 nœuds (14,1 km/h) en plongée. Immergé, il avait un rayon d'action de 93 milles marins (150 km) à 4 nœuds (7,4 km/h; 4,6 milles par heure) et pouvait atteindre une profondeur de 230 m. En surface son rayon d'action était de 9 426 milles nautiques (soit 15 170 km) à 10 nœuds (19 km/h).
L'U-398 était équipé de cinq tubes lance-torpilles de 53,3 cm (quatre montés à l'avant et un à l'arrière) et embarquait quatorze torpilles. Il était équipé d'un canon de 8,8 cm SK C/35 (220 coups) et d'un canon de 20 mm Flak C30 en affût antiaérien. Il pouvait transporter 26 mines Torpedomine A ou 39 mines Torpedomine B. Son équipage comprenait quatre officiers et 44 à 56 sous-mariniers.

## Historique
L'U-398 effectue deux patrouilles, la première commence le 23 août 1944, d'une durée de 54 jours. Elle se déroule sans incident. Il navigue vers la côte ouest de l'Irlande puis vers la Norvège et rentre à Bergen le 15 octobre.
Lors de sa seconde patrouille, après quatre jours en mer, l'U-398 est porté disparu le 17 avril 1945 en mer du Nord. La cause en reste inconnue.
Les quarante-trois sous-mariniers de son équipage meurent dans cette disparition.

## Affectations
- 5. Unterseebootsflottille du 18 décembre 1943 au 31 juillet 1944 (Flottille d'entraînement).
- 3. Unterseebootsflottille du 1er août 1944 au 31 octobre 1944 (Flottille de combat).
- 33. Unterseebootsflottille du 1er novembre 1944 au 17 avril 1945 (Flottille de combat).

## Commandement
- Korvettenkapitän Johan Reckhoff du 18 décembre 1943 au 8 novembre 1944
- Oberleutnant zur See Wilhelm Kranz du 9 novembre 1944 au 17 avril 1945

## Patrouilles
|       | Commandant              | Départ          | Départ | Arrivée         | Arrivée    | Jours    | Succès |
| ----- | ----------------------- | --------------- | ------ | --------------- | ---------- | -------- | ------ |
|       | KrvKpt. Johann Reckhoff | 8 août 1944     | Kiel   | 10 août 1944    | Horten     | 3 jours  |        |
| 1     | KrvKpt. Johann Reckhoff | 23 août 1944    | Horten | 15 octobre 1944 | Bergen     | 54 jours |        |
|       | KrvKpt. Johann Reckhoff | 19 octobre 1944 | Bergen | 24 octobre 1944 | Flensbourg | 6 jours  |        |
|       | Oblt. Wilhelm Cranz     | 8 mars 1945     | Kiel   | 16 mars 1945    | Horten     | 9 jours  |        |
| 2     | Oblt. Wilhelm Cranz     | 14 avril 1945   | Horten | 17 avril 1945   | Coulé      | 4 jours  |        |
| Total | Total                   | Total           | Total  | Total           | Total      | 76 jours | 0 t    |

Note : KrvKpt. = Korvettenkapitän - Oblt. = Oberleutnant zur See